# Painted Cliffs
Die Painted Cliffs (englisch für Angemalte Kliffs) sind eine Reihe unregelmäßig geformter Kliffs in der antarktischen Ross Dependency. In der Queen Elizabeth Range erstrecken sie sich vom Mount Picciotto in südwestlicher Richtung und markieren den südöstlichen Rand des Prinz-Andrew-Plateaus.
Teilnehmer einer von 1961 bis 1962 dauernden Kampagne im Rahmen der New Zealand Geological Survey Antarctic Expedition gaben der Formation einen deskriptiven Namen. Namensgebend sind farbige Sedimente und entsprechende magmatische Felsbänder an der Frontseite der Kliffs.